# 브리티시 쇼트헤어
브리티시 쇼트헤어(British Shorthair)는 고양이의 한 품종이다.

## 기원 및 역사
로마제국이 현재 영국 영토인 브리튼섬을 침략한 후 거의 2천 년 동안 섬 안에서 독자적인 특징을 가지며 발전해왔다. 체계적으로 정리된 브리티시 쇼트헤어에 관한 기록들은 19세기부터 발견되며 세계에서 처음으로 개최된 내셔널캣클럽의 캣쇼에서도 그 기록을 찾아볼 수 있다. 20세기 초까지 영국과 유럽대륙에서는 인기가 많았지만, 세계 1, 2차대전 때문에 개체수가 급감했다. 그러나 브리더들의 노력으로 현재와 같은 브리티시 숏헤어의 스탠다드가 정착이 되고 있다. 영국과 유럽대륙, 오세아니아 등지에서는 캣쇼 초기부터 가장 인기가 많은 묘종 가운데 하나였고 지금도 변함없는 사랑을 받고 있다. 한편 북미에서는 이보다 늦은 1980년대 이후 애묘인들의 관심을 받기 시작했다.

## 외형적 특성
생후 3~5년까지 자라는데, 다 자라면, 수컷의 경우 체중이 4 ~ 8 kg 정도 된다. 일반적으로 암컷보다 수컷이 더 크다. 체형은 세미코비타입에 가깝고, 크고 둥그런 머리를 가지고 있으며, 눈은 크고 둥글며 볼살이 있어서 심술맞아 보이는 인상을 가지고 있지만, 부드러운 미소를 가지고 있다. 몸은 단단하며 뼈가 굵다. 짧고 굵은 목을 가지고 있다. 다리도 역시 굵고 짧은 편이며, 꼬리는 끝이 둥글고 몸체의 3분의 2정도의 길이이다. 코(주둥이)도 짧다. 털은 짧고 조밀하게 나 있고 뻣뻣한 편이다. 한편 색은 아주 다양한데, 가장 많은 색은 블루이다. 눈색은 털색과 관련이 있다. 단모종이다. 하지만 털이 별로 안 빠지는 것은 아니기에 주의해야 한다.

## 성격적 특성
조심스럽고 순한 성격으로, 조용하며 인내심이 강하다. 마치 영국신사처럼 강아지와 같은 다른 동물들을 먼저 배려하며 서로 평화롭게 지낸다. 크고 둥근 눈을 통해 끊임없이 의사표현을 한다.  덩치가 큰 편이다. 사람에게 애교를 많이 부리고 사람 곁에 있으려고 한다. 무릎냥이 되는 경우가 많다.